# ᵺ
ᵺ är en ligatur av de latinska bokstäverna T och H med ett streck igenom. ᵺ används ibland i engelskspråkiga ordlistor och uppslagsböcker för att indikera ljudet [θ] (th som i eng. thing). I medelengelska och fornengelska texter användes i stället þ.